# パウロ・ロベルト・ファルカン
パウロ・ロベルト・ファルカン（Paulo Roberto Falcão、1953年10月16日 - ）は、ブラジル・サンタカタリーナ州出身で、元同国代表のプロサッカー選手、サッカー指導者。元日本代表監督。現役時代のポジションはミッドフィールダー。

## 経歴

### 選手として
1970年代後半から1980年代中期のブラジルを代表するボランチ。下がり目の位置から放つ正確なロングパスを駆使して中盤を操り、機を見て前方へ進出しミドルシュートを放つ、またトリッキーなパスを使って攻撃に変化を与えることを得意とした。そのプレイスタイルは、イタリアのサポーターから「ユニフォームとスパイクの代わりにスーツと革靴を身に着けても、彼は同様のプレイができるだろう」称えられた。
クラブではインテルナシオナルでリオグランデ・ド・スル州選手権に5回、ブラジル全国選手権に3回優勝。
1980年にイタリアのASローマに移籍。しかし、当時のイタリアでは、ファルカンが誰なのかさえもよく知られておらず、なぜ移籍金にそれほどの金額がかかるのかと言われるほど獲得を疑問視された。1982-83シーズンに41年ぶりのリーグ優勝に貢献。翌1983-84シーズンにはUEFAチャンピオンズカップ決勝にチームを導いたが、この試合では体調が思わしくなく、PK戦でPKを蹴ることを拒否し、チームは敗戦、一部のファンたちから批判を浴びた。1985年、膝の故障で長期離脱した後、メディカルチェックを受けることを拒否したことに加え、年俸が高かったことから、契約の問題で突然ローマを退団した。ローマのサポーター達はファルカンを「王政ローマ時代の7人のローマ王達に匹敵する」と賞賛し「L'ottavo re di Roma (第8代ローマ王) 」とした。2012年にクラブの殿堂入りも果たしている。
ブラジル代表では1976年のイングランド戦で代表デビューを飾るが、通算記録は36試合9ゴール。当初は攻撃的MFとしてプレーしていたため、ジーコの控えであった。しかし1982年ワールドカップでは、ボランチとしてジーコ、ソクラテス、トニーニョ・セレーゾとともに黄金のカルテットを形成した。1次リーグではスコットランド戦とニュージーランド戦でそれぞれ1ゴールずつを挙げ、2次リーグ・イタリア戦の後半23分の2-2の同点に追いつくミドルシュートを決めるなど、その存在感を示した。その後数年間は代表から遠ざかっていたが、1986年ワールドカップを控えた3月に復帰、しかし本大会ではグループリーグの2試合にのみ出場した。
現役時代のファルカンは、「ドトール (先生・博士) 」と渾名され整形外科医としての顔を持つソクラテスに劣らぬ理知的なサッカー選手として認知され、卓越した戦術眼を称えて「走る指揮官」の異名が定着した。そのことから、現役引退後は「名監督」になるだろうと期待された。
1999年、 ワールドサッカー誌の20世紀の偉大なサッカー選手100人で85位に選出された。

### 引退後
1990年にブラジル代表監督に就任し、指導者としてのキャリアを本格的にスタートさせた。カフー、マウロ・シルバら若手選手を中心に代表招集を行い、1991年のコパ・アメリカに挑み準優勝の成績を残すが、1年で解任された。
その後はメキシコのクラブ・アメリカや、プロとして初めて契約したインテルナシオナルを指揮した。
1994年にハンス・オフトの後任として日本代表監督に就任する。当時のマスコミからは意外な人選と受け止められた。当初、日本サッカー協会 (JFA) は経験豊富で「修羅場をくぐった経験のある人物」(川淵三郎談) を代表監督に、という選考条件でテレ・サンタナらとの間で交渉を進めていたが、スタッフ費用込の年契約10億円という金銭面で折り合いが合わず決裂。元フランス代表監督のミシェル・イダルゴ、元アルゼンチン代表選手であったオズワルド・アルディレスに打診するも拒まれる。その後、当時のJFA関係者であったセルジオ越後を通じてファルカンと交渉に至り、その結果の人選であった。
ファルカンは数年後を睨み、オランダ2部SBVエクセルシオールから帰国した小倉隆史や前園真聖、岩本輝雄ら多くの若手選手を代表に抜擢するも、前任の代表監督であるハンス・オフトの細かい戦術的指揮から、ほぼ選手の自主性に任せたファルカンの指導法に選手らが戸惑い、「オフトと違う」と監督としてのファルカンを疑問視する声が出始める。
そして、就任直後のキリン杯においてフランス代表に惨敗、広島で行われたアジア大会準々決勝で韓国代表に敗れると、これらの責任を問われ解任された。敗戦後に会場を去るとき、サポーターの一人に「ブラジルに帰れ。二度と来るな」と叫びながら空き缶を投げられるも、「日本にも一人だけ本物のサポーターがいたな」と話した。
その後は1996年から2010年まで、ブラジルのテレビ局「ヘジ・グローボ」で、14年間に渡って解説者として活躍した。また「ラジオ・ガウーショ」でサッカー選手のインタビュー番組を毎週行っていた。
2011年に古巣のインテルナシオナルの監督として久しぶりに監督復帰を果たした。2012年はECバイーアの監督を務めた。
2015年9月20日、スポルチ・レシフェの監督に就任した。

## 代表歴
- 1976年 - 1986年 ブラジル代表
  - 1982年 ‐ ワールドカップ・スペイン大会
  - 1986年 - ワールドカップ・メキシコ大会

### 試合数
- 国際Aマッチ 28試合 6得点（1976年-1986年）[6]

| ブラジル代表 | 国際Aマッチ | 国際Aマッチ |
| 年           | 出場        | 得点        |
| ------------ | ----------- | ----------- |
| 1976         | 5           | 1           |
| 1977         | 4           | 0           |
| 1978         | 0           | 0           |
| 1979         | 5           | 1           |
| 1980         | 0           | 0           |
| 1981         | 0           | 0           |
| 1982         | 7           | 4           |
| 1983         | 0           | 0           |
| 1984         | 0           | 0           |
| 1985         | 0           | 0           |
| 1986         | 7           | 0           |
| 通算         | 28          | 6           |

## 私生活
2003年、ジャーナリスト、司会者のクリスティーナ・ランゾリンと結婚した。2004年に生まれた娘のアントニアがいる。